# Aloe vera

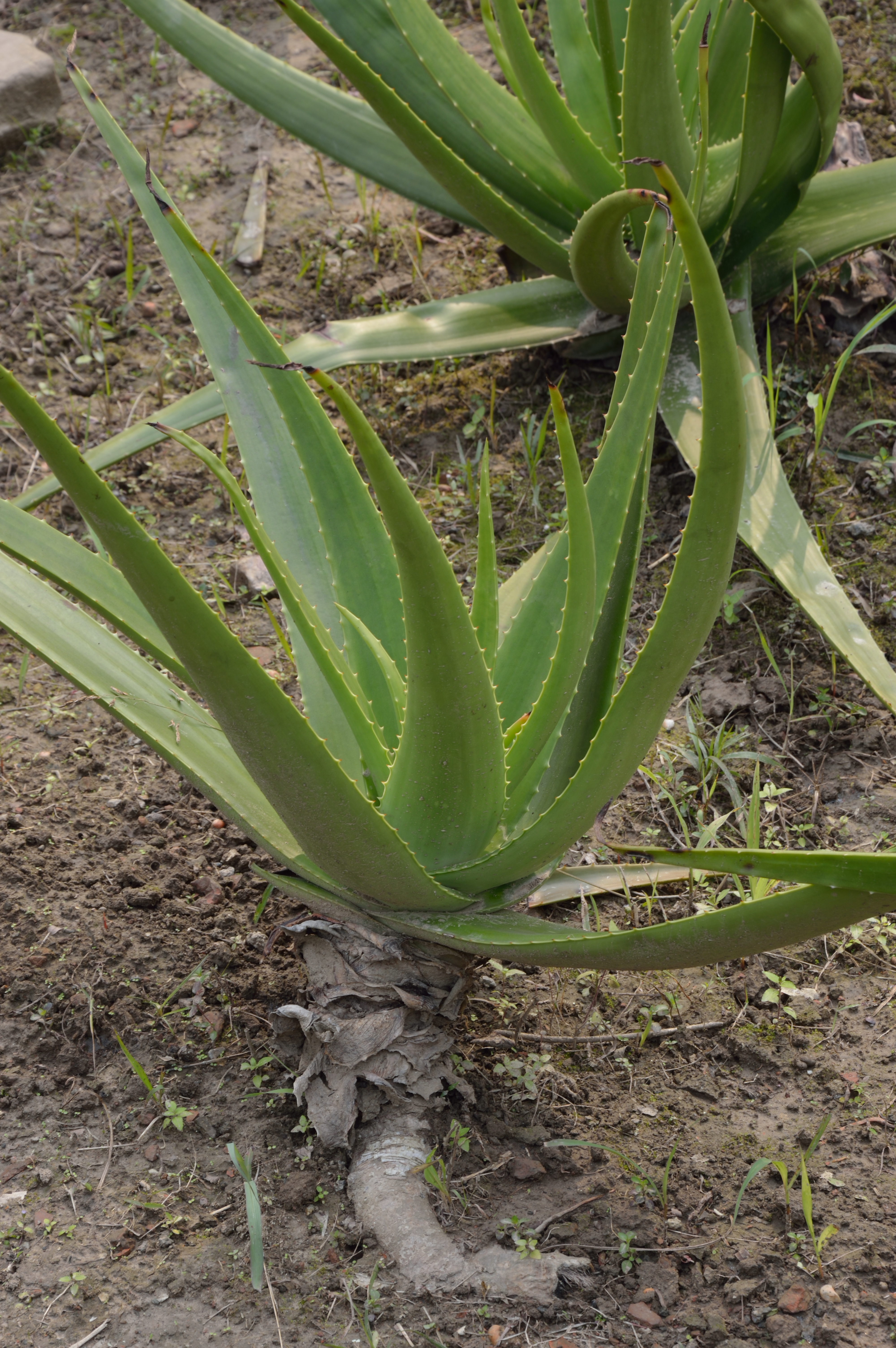
Vista de la planta

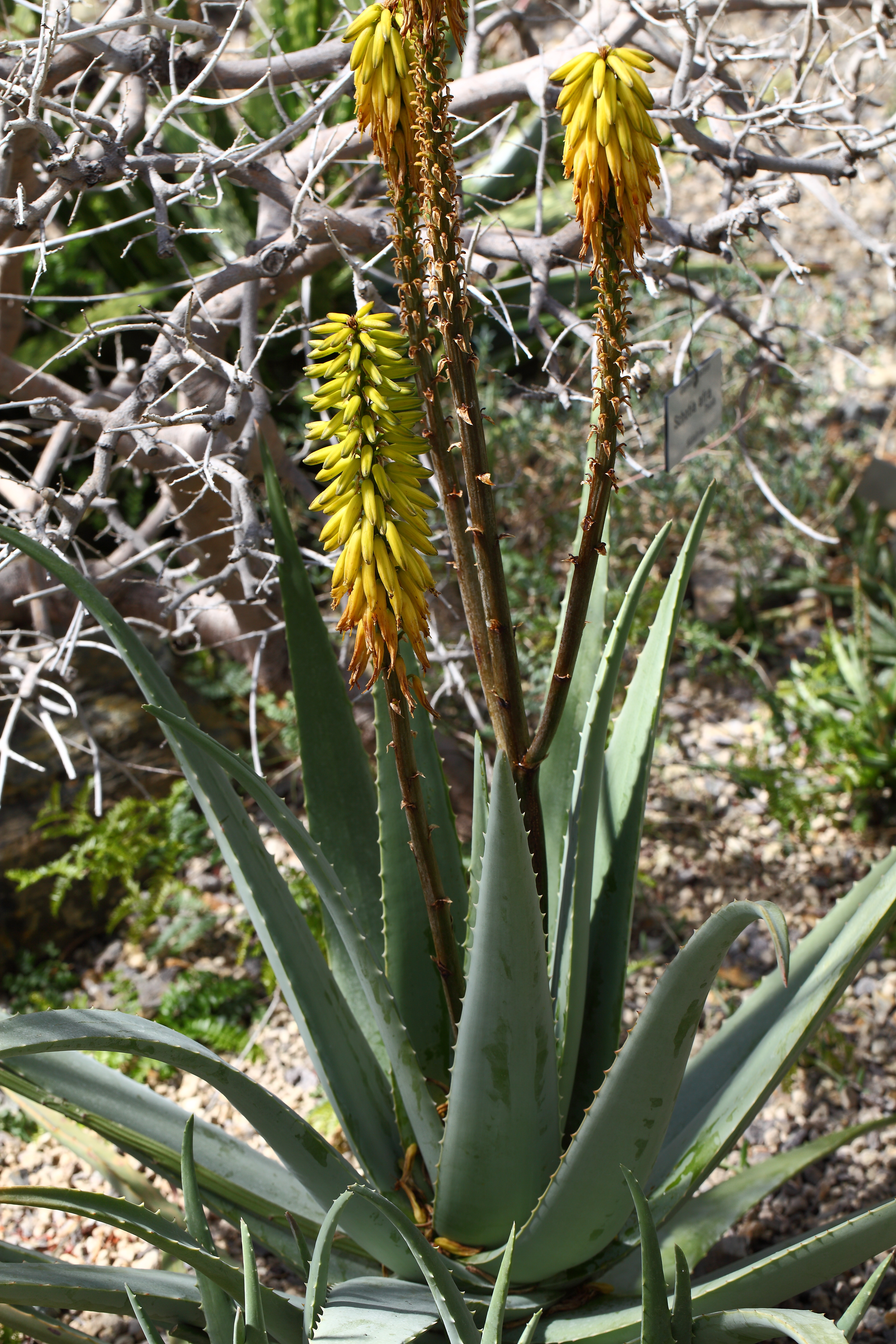
Vista en floración

Aloe vera, también llamada sábila, es una especie suculenta de la familia Asphodelaceae. Con unas quinientas (500) especies, el aloe está ampliamente distribuido y se considera una especie invasora en muchas regiones del mundo.
Es una planta de hoja perenne, probablemente se originó en la península arábiga, pero crece de forma silvestre en climas tropicales, semitropicales y áridos de todo el mundo. Se cultiva para productos comerciales, principalmente como tratamiento tópico utilizado durante siglos. La especie es atractiva con fines decorativos y tiene éxito en interiores como planta de maceta.
Se utiliza en muchos productos de consumo, incluidas bebidas, lociones para la piel, cosméticos, ungüentos o en forma de gel para quemaduras menores y quemaduras solares. Hay poca evidencia clínica de la efectividad o seguridad del extracto de Aloe vera como fármaco cosmético o tópico.
Se debe colocar en el exterior donde  le dé la luz del sol.

## Etimología y nombre común
El nombre botánico deriva del latín, aloe, del griego άλς, άλός (als, alós), ‘sal’ (dando άλόη, ης, ή —aloe, aloes, aloé—, que designaba tanto a la planta como a su jugo), debido a su sabor, que recuerda al agua del mar. De allí habría pasado al latín ălŏē, ēs con la misma acepción, y que, en sentido figurado, significaba también ‘amargo’.  La palabra griega proviene del Hebreo אֲהָלִים (ʾăhālîm) o ohel (אֹהֶל), frecuentemente citado en textos bíblicos. La palabra hebrea probablemente deriva del Tamil அகில் (akil). Por su parte, la palabra vera ("verdadero") proviene del latín. Hasta el siglo XIX, su nombre más popular era acíbar (gomorresina), también se le conoce como áloe, alovera, alóe vera, azabila, babosa, gamonita, pita perfoliada, pita zabila, pitazabila, pitazábila, sabila, yerba babosa, zabida, zabila, zabin, zabira, zadiba, zadiva, zambana, zavida, áloes (gomorresina).

## Descripción
Arbusto acaule o con tallo corto de hasta 30 cm, erecto, sin rebrotes laterales. Las hojas, que pueden medir hasta 40-50 cm de largo por 10-15 cm de ancho en ejemplares adultos, se disponen en forma de roseta basal. Son estrechamente triangular-lanceoladas, canaliculadas, rectas, erecto-patentes, herbáceas, de un verde-grisáceo, glaucas, ligeramente recubiertas de pruina y sin manchas —excepto unas motas alargadas y claras en los hijuelos y en la base de algunas hojas más viejas—, dentadas solo en el margen, con dientes de unos 2 mm, gruesos, duros, retrorsos, de un color más claro que el del limbo. 
La planta tiene hojas carnosas triangulares con bordes dentados, flores tubulares amarillas y frutos que contienen numerosas semillas. Cada hoja está compuesta por tres capas: 1) Un gel interior transparente que contiene un 99% de agua y el resto está compuesto por glucomanana, aminoácidos, lípidos, esteroles y vitaminas. 2) La capa intermedia de látex que es la savia amarilla amarga y contiene antraquinonas y glucósidos. 3) La capa gruesa exterior de 15 a 20 células llamada corteza que tiene una función protectora y sintetiza carbohidratos y proteínas. Dentro de la corteza hay haces vasculares responsables del transporte de sustancias como el agua (xilema) y el almidón (floema).
La inflorescencia, de unos 70-100 cm de altura, termina en un racimo simple de unos 30-50 por 5-6 cm, compacto en la antesis y en la fructificación. Las brácteas florales —ya presentes esparcidas y escasas en el tallo floral por debajo de la inflorescencia— tienen 8-11 por 5-6 mm y son triangulares, acuminadas, membranáceas y con ligeras crestas pardas paralelas. Las flores son sub-erectas en la preantesis, patentes en la antesis y luego péndulas al madurar y en la fructificación; los pedúnculos tienen 4-5 mm, son algo acrescentes y llegan hasta 7 mm en la fructificación. El perianto, de  25-30 mm, es tubuloso, levemente estrechado en la base, y de color amarillo; los tépalos  externos están soldados en la mitad inferior de su longitud. Los estambres, exertos, miden 30-35 mm.
La floración no se produce hasta los tres o cuatro años de edad. El fruto es una cápsula de 20-25 por 6-8 mm, con semillas de unos 5 mm, sin contar las alas. Estas plantas presentan polinización cruzada y ornitofilia en su hábitat natural, siendo muy propensas a la hibridación; motivo por el cual, se eliminan las flores en cultivos con fines comerciales.[cita requerida]

## Taxonomía
El nombre botánico del Aloe vera es Aloe vera (L.) Burm.f. y pertenece a la familia Asphodelaceae (Liliaceae). La especie tiene varios sinónimos : A. barbadensis Mill., Aloe indica Royle, Aloe perfoliata L. var. vera y A. vulgaris Lam. La forma manchada de Aloe vera puede ser conespecífica con A. massawana. La especie fue descrita por Carlos Linneo en 1753 y luego por Nicolaas Laurens Burman y publicado en Flora Indica . . . nec non Prodromus Florae Capensis, 83, en 1768 y por Philip Miller como Aloe barbadensis unos diez días después de Burman en el Gardener's Dictionary.
Las técnicas basadas en la comparación de ADN sugieren que Aloe vera está relativamente relacionado con Aloe perryi, una especie endémica de Yemen. Técnicas similares, que utilizan comparación de secuencias de ADN de cloroplastos y perfiles ISSR también han sugerido que está estrechamente relacionado con Aloe forbesii, Aloe inermis, Aloe scobinifolia, Aloe sinkatana y Aloe striata. Con la excepción de la especie sudafricana A. striata, estas especies de Aloe son nativas de Socotra (Yemen), Somalia y Sudán. La falta de poblaciones naturales obvias de la especie ha llevado a algunos autores a sugerir que el Aloe vera puede ser de origen híbrido.

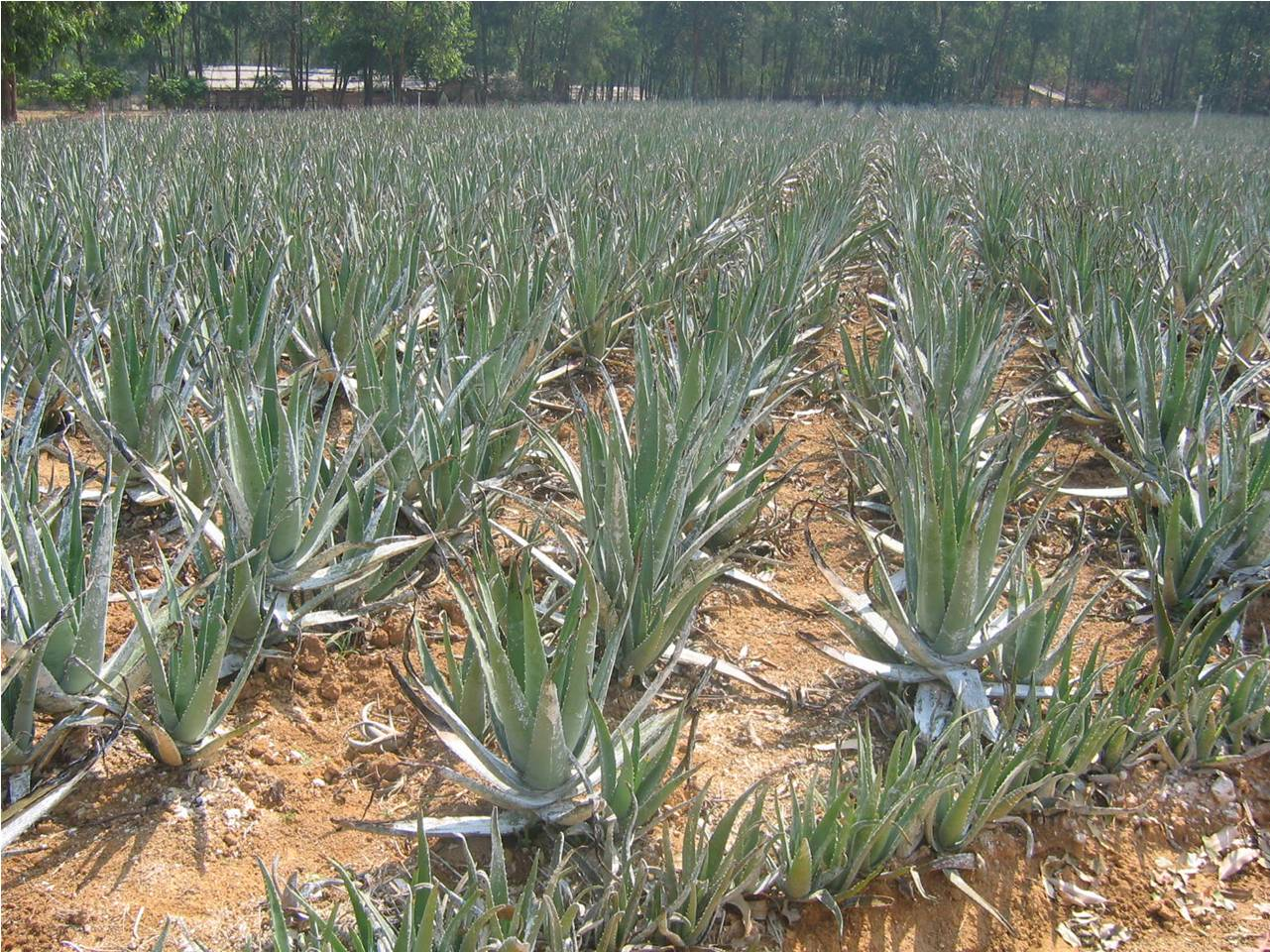
plantas en cultivo industrial

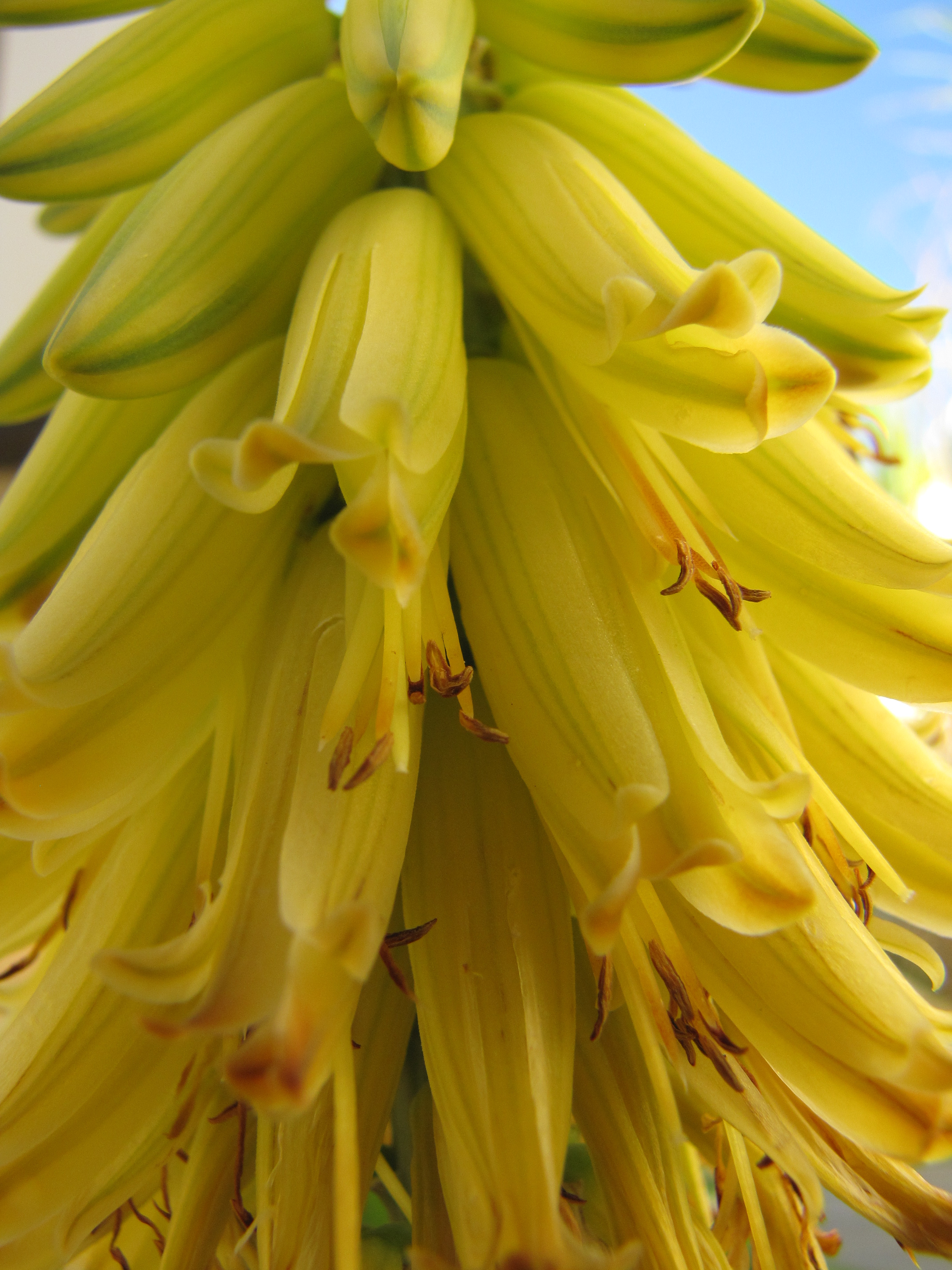
Inflorescencia en detalle. Se aprecian los estambres y anteras sobresaliendo de los pétalos.

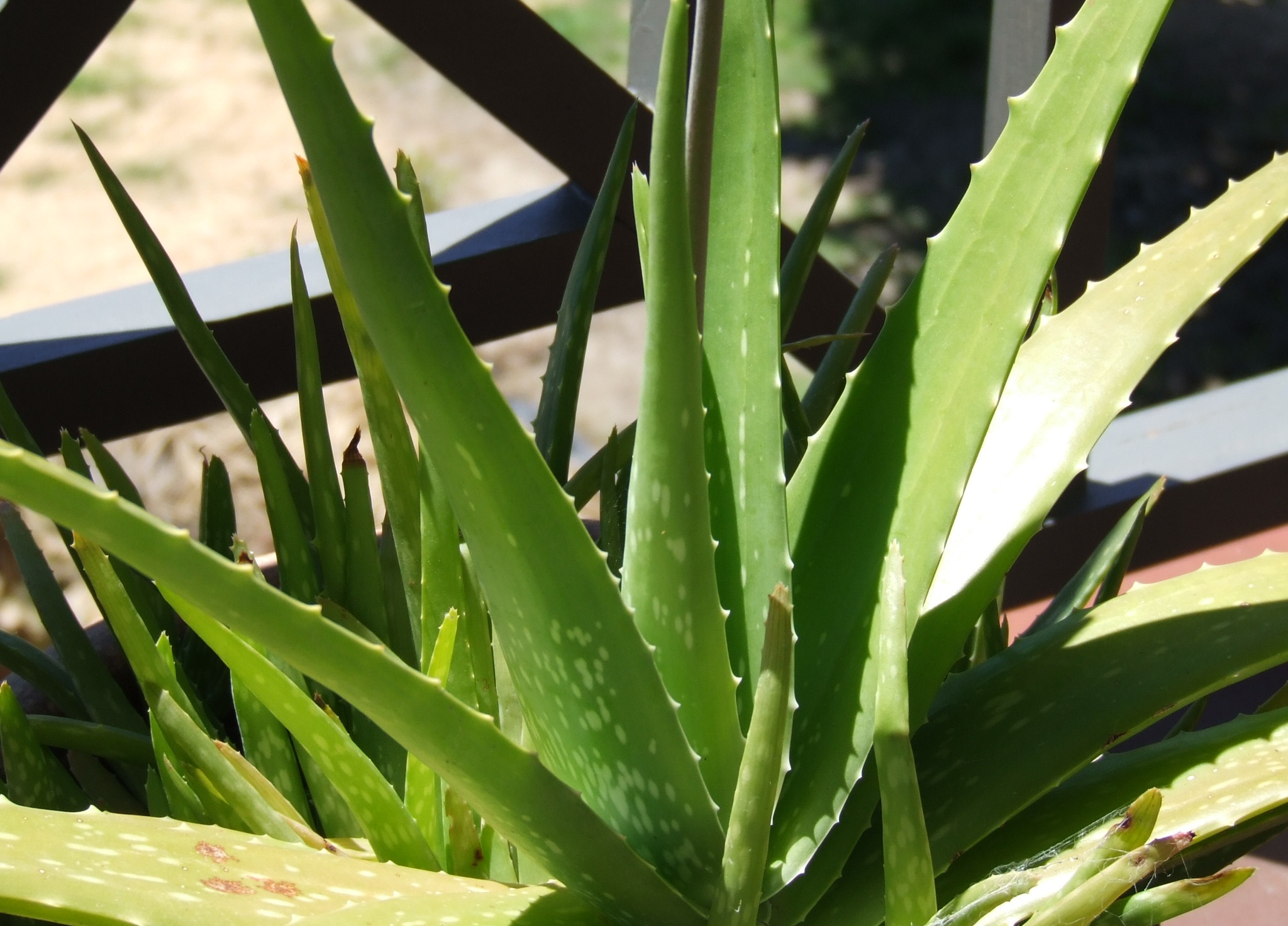
Existe una variedad moteada, descrita originalmente como Aloe barbadensis var. chinensis, pero es un mero sinónimo de la especie tipo.

## Distribución y hábitat
Probablemente es originaria de Arabia y fue naturalizada en regiones subtropicales y templadas de ambos hemisferios, incluido el Mediterráneo. Se ha cultivado ampliamente en todo el mundo y se ha naturalizado en el norte de África, así como en Sudán y los países vecinos, junto con las Islas Canarias, Cabo Verde y las Islas Madeira.
La especie se introdujo en China y en varias partes del sur de Europa en el siglo XVII. Está ampliamente naturalizado en otros lugares, apareciendo en regiones áridas, templadas y tropicales de continentes templados. El aloe vera se puede encontrar en arenales y roquedos costeros, alterados y nitrificados desde el nivel del mar hasta 200 m s. n. m.

## Cultivo
El aloe vera ha sido ampliamente cultivado como planta ornamental y es popular entre los jardineros modernos como planta medicinal tópica, y por sus interesantes flores, forma y suculencia, esta suculencia permite que la especie sobreviva en áreas de poca precipitación natural, lo que la hace ideal para rocallas y otros jardines de bajo consumo de agua. La especie es relativamente resistente a la mayoría de las plagas de insectos, aunque los ácaros , las cochinillas y las especies de áfidos pueden causar una disminución en la salud de las plantas.
Debido a que Aloe vera procede de sitios calurosos y desérticos, su cultivo requiere que las temperaturas mínimas no desciendan de 0 °C. Heladas intensas o heladas débiles pero repetidas causan daños, ya que no es tolerante al frío; tampoco tolera la humedad, ni en el suelo ni sobre la planta. Se puede ubicar a pleno sol o en semisombra.
El cultivo de estas plantas en maceta y como planta decorativa se ha extendido enormemente en los últimos años. Las macetas de terracota son preferibles a cualquier otro material, ya que son porosas, con lo cual se evita el exceso de humedad. Un sustrato también poroso, como el que se emplea para cactus y suculentas es el adecuado, es conveniente dejarlo secar completamente antes de volver a regar.
Cuando las plantas se llenan de los hijuelos que surgen alrededor de la "planta madre", se deben dividir para posibilitar un mayor crecimiento de la planta principal y ayudar a prevenir infestaciones de plagas, como ácaros, cochinillas y especies de áfidos. Durante el invierno, esta especie puede entrar en estado de latencia, por lo que se deben suspender los riegos, sobre todo si está en el exterior. En zonas demasiado frías es mejor mantenerla en el interior o en invernaderos con calefacción.
Esta especie se cultiva a gran escala en Australia, Bangladés, Cuba, República Dominicana, China, México, India, Jamaica, Colombia , Venezuela, Kenia, Perú, Tanzania y Sudáfrica, junto con los Estados Unidos para abastecer a la industria cosmética. En España su cultivo es cada vez más común, siendo Córdoba la principal área productora, encontrando en Canarias un cultivo totalmente salvaje.

## Usos
El Aloe vera  se cultiva como planta decorativa, para usos medicinales, en cosmética e incluso para la alimentación en algunos países. Dos sustancias del Aloe vera, un gel transparente y su látex amarillo, se utilizan para fabricar productos comerciales.  El gel de aloe se usa típicamente para hacer medicamentos tópicos para afecciones de la piel, como quemaduras, heridas, congelación, erupciones cutáneas, psoriasis, herpes labial o piel seca. El látex de aloe se usa individualmente o se fabrica como un producto con otros ingredientes que se ingiere para aliviar el estreñimiento.
El uso clínico del aloe vera está respaldado principalmente por datos anecdóticos. Los usos basados en evidencia científica han sido probados en humanos o animales y la seguridad y eficacia no siempre se han demostrado. Existe evidencia contradictoria con respecto a si el aloe vera es efectivo como tratamiento para heridas o quemaduras.  Existe cierta evidencia de que el uso tópico de productos de aloe podría aliviar los síntomas de ciertos trastornos de la piel, como la psoriasis, herpes, el acné o las erupciones cutáneas. El gel de aloe vera se usa comercialmente como ingrediente en yogures, bebidas y algunos postres.
Basado en la tradición y en algunas teorías científicas, se suele usar Aloe vera para tratar alopecia, infecciones bacterianas y fúngicas de la piel, heridas crónicas en las piernas, infecciones parasitarias, lupus eritematoso sistémico, artritis y tic doloroso. Sin embargo no se han probado exhaustivamente en humanos, y no siempre se ha probado la seguridad y la eficacia
En algunos lugares popularmente suele llamarse Aloe vera a las variedades: Aloe chinensis y Aloe maculata. Si bien las dos últimas pueden tener propiedades medicinales similares, a nivel farmacéutico es importante una correcta identificación de la especie ya que son diferentes.
Actualmente, hay más de doscientos cincuenta variedades reconocidas de Aloe, de las cuales, solamente cuatro tienen características curativas o medicinales significativas. Pese a que las variedades Arborescens, Maculata y Chinensis son variedades distintas, muchas personas se refieren a ellas como Aloe Vera.

### Uso histórico
El uso del aloe vera como planta medicinal tiene una historia muy larga, se ha utilizado con fines medicinales en varias culturas durante milenios: Grecia, Egipto, India, México, Japón y China. Se remonta a la época del antiguo Egipto hace 6000 años, de donde se han conservado sus representaciones en los muros de piedra del Valle de los Reyes. Tradicionalmente  se ha usado aloe vera para tratar empíricamente una amplia lista de trastornos y dolencias, como problemas de la piel (heridas, quemaduras y psoriasis), estreñimiento, úlceras externas e internas, hiperlipidemia, diabetes y lupus eritematoso.
Una de las aplicaciones farmacéuticas más antiguamente registrada se puede encontrar en una tablilla sumeria de arcilla del siglo XXI a. C., pero hay informes de dibujos de la planta en las paredes de templos egipcios desde el IV milenio a. C.[cita requerida] Las reinas egipcias Nefertiti y Cleopatra lo usaron como parte de sus regímenes de belleza regulares. También hay citas al Aloe vera en la Biblia, siendo una de las más significativas la de Juan 19.39. También está escrito en el Códice Juliana Anicia de 512 CE. El escritor médico más antiguo en registrar el uso terapéutico del aloe es Dioscórides, un médico griego del siglo I d. C. Alejandro Magno y Cristóbal Colón lo usaron para tratar las heridas de los soldados.
La primera referencia al aloe vera en inglés fue una traducción de John Goodyer en 1655 d. C. del tratado médico De Materia Medica de Dioscórides. La barbaloína un compuesto del aloe vera fue aislado en 1851 por T. y H. Smith de Blandfield Chemical Works en Edimburgo. A principios del siglo XIX, el aloe vera se usaba como laxante en los Estados Unidos, pero a mediados de la década de 1930 se produjo un punto de inflexión cuando se utilizó con éxito para tratar la dermatitis por radiación crónica y grave.

### Utilización como cosmético y medicinal
En cosmética se usa cada vez más. La mayoría de los fabricantes responsables extraen y purifican los extractos, evitando el látex de la planta, conocido como aloína. Actualmente, está muy extendido su uso directo mediante procedimientos domésticos muy rudimentarios, dando lugar a irritación (dermatitis, eccema) o reacciones alérgicas (urticaria), cuando no se ha limpiado el gel de Aloe de forma adecuada.
Esta especie ha sido cultivada desde tiempos antiguos por su uso medicinal.
De ella se obtienen dos productos:
- Gel, que es la porción mucilaginosa del parénquima tisular o mesófilo situado en el centro de las hojas. De esta pulpa se extrae un gel brillante y amargo. Debe eliminarse la piel para evitar la oxidación, que le daría un color oscuro. Para conservarlo en buenas condiciones debe estabilizarse el material recién obtenido y preservarlo de la contaminación bacteriana y fúngica.

- Acíbar, es el zumo que resulta de la incisión de las hojas, es un sólido cristalino de color marrón y muy amargo. Se localiza en las células pericíclicas situadas cerca de los haces conductores inmediatamente por debajo de la epidermis, entre el parénquima clorofílico y el mucilaginoso. En general, se obtiene dejando fluir el líquido que sale de las hojas cortadas transversalmente en un recipiente. El olor es característico y fuerte.

Las hojas deben ser cortadas por la base, cerca del tallo. Para cortarlas basta con hacer una pequeña incisión en el nacimiento de la hoja y hacer un giro circular en torno al tallo, sin causar de este modo, daño alguno a la planta. Una vez recolectadas, las hojas son lavadas y fileteadas. La epidermis debe eliminarse, ya que contiene aloína, una sustancia tóxica.
El aloe vera se usa en los tejidos faciales donde se promociona como humectante y antiirritante para reducir el roce de la nariz. Las empresas de cosméticos suelen agregar savia u otros derivados del aloe vera a productos como maquillaje, pañuelos, humectantes, jabones, protectores solares, incienso, crema de afeitar o champús. Una revisión de la literatura académica señala que su inclusión en muchos productos de higiene se debe a su "efecto emoliente hidratante".

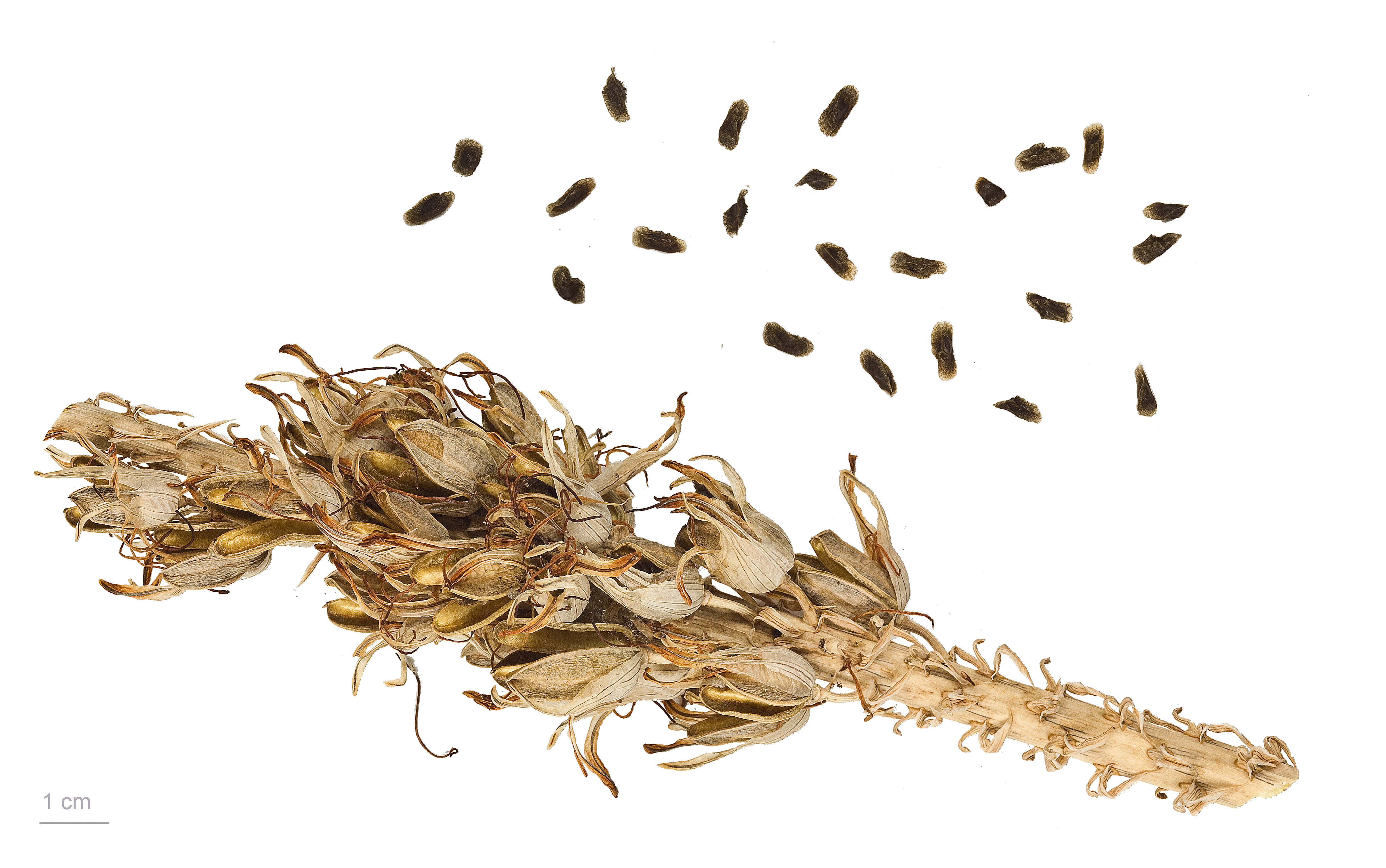
Cápsulas y semillas.

## Toxicidad

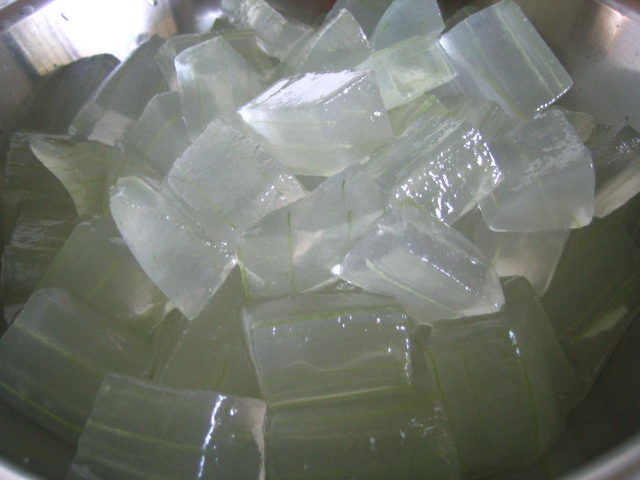
Trozos de gel de Aloe vera

El uso del gel de aloe vera tópico no está asociado con efectos secundarios significativos. El gel sin procesamiento industrial puede contener impurezas, ácidos o sustancias que usados por periodos prolongados de tiempo podría causar lesiones en la piel. La mayoría de los fabricantes procesan el gel de Aloe evitando los extractos irritantes (principalmente el látex), sin embargo, de forma casera o en terapias alternativas se utiliza el gel directamente de la planta, sin procesar o mal procesado, produciéndose en ocasiones una importante reacción alérgica sobre la piel.
Para las personas con alergias al aloe vera, las reacciones en la piel pueden incluir dermatitis de contacto con enrojecimiento y picazón leves, fotosensibilidad, dificultad para respirar o hinchazón de la cara, los labios, la lengua o la garganta. El gel de aloe vera no procesado usado sobre la piel lastimada, en dosis inexactas, podría ser contraproducente, así como su uso en menores de 12 años.
La ingestión oral de aloe vera es potencialmente tóxica, y puede causar calambres abdominales y diarrea, lo que a su vez puede disminuir la absorción de los medicamentos. La aloína, un compuesto que se encuentra en el látex semilíquido de algunas especies de aloe, fue el ingrediente común en los productos laxantes de venta libre en los Estados Unidos hasta 2002, cuando la Administración de Alimentos y Medicamentos lo prohibió porque los fabricantes no proporcionaron los datos de seguridad necesarios.
Aunque la toxicidad puede ser menor cuando la aloína se elimina mediante el procesamiento, el aloe vera ingerido en grandes cantidades puede inducir efectos secundarios, como dolor abdominal, diarrea o hepatitis.  La ingestión crónica de aloe (dosis de 1 gramo por día) puede causar efectos adversos, como hematuria, pérdida de peso y trastornos cardíacos o renales. No se recomienda el aloe oral durante el embarazo debido a la estimulación teórica de las contracciones uterinas, y en las madres que amamantan, en ocasiones puede causar malestar gastrointestinal en el lactante. El látex de sábila sin procesar contiene sustancias químicas que, aparentemente, pueden causar cáncer, y el látex de sábila procesado puede tener compuestos que provocan cáncer. El extracto de hoja entera de aloe vera ha sido clasificado por la Agencia Internacional para la Investigación del Cáncer como un posible carcinógeno humano (Grupo 2B), junto con otros productos naturales
El extracto de hoja de aloe vera no decolorado ingerido por vía oral fue incluido en la lista de la Oficina de Evaluación de Riesgos para la Salud Ambiental del estado de California de Estados Unidos entre "sustancias químicas conocidas por el estado como causantes de cáncer o toxicidad reproductiva". Los productos de aloe ingeridos pueden tener interacciones adversas con medicamentos recetados, como los que se usan para tratar coágulos de sangre, diabetes, enfermedades cardíacas y agentes reductores de potasio (como la digoxina) y diuréticos, entre otros.

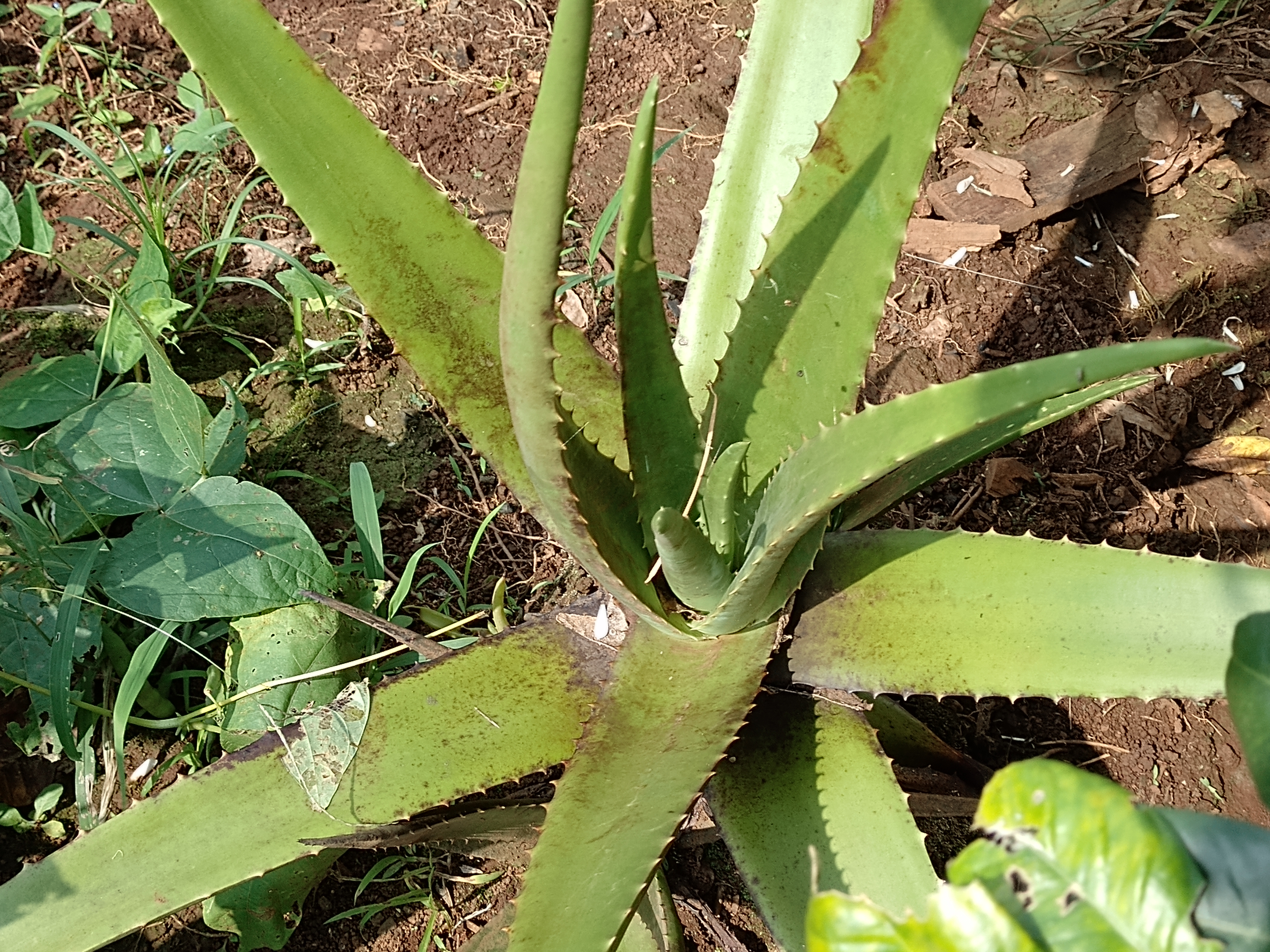
Sábila junto a sus hijuelos.